# Joan van Dillen
Johannes Hendricus Franciscus (Joan) van Dillen ('s-Hertogenbosch, 4 augustus 1930 - Utrecht, 15 december 1966) was een Nederlands architect. 

## Leven en werk
Van Dillen groeide op in 's-Hertogenbosch als zoon van architect Jan J. van Dillen (1896 - 1975). Tijdens de Tweede Wereldoorlog werd zijn ouderlijk huis door de bezetter gevorderd, waarna het gezin in de achter hun huis gelegen psychiatrische inrichting Reinier van Arkel ging wonen. Van Dillen haalde zijn diploma aan het Stedelijk Gymnasium van 's-Hertogenbosch en studeerde vervolgens Bouwkunde aan de plaatselijke mts. Na het vervullen van zijn dienstplicht bij het Korps Mariniers voltooide hij de Academie van Bouwkunst te Amsterdam. Hij trad in dienst bij Gerrit Rietveld en verhuisde naar Utrecht. In 1961 richtte hij samen met Rietveld en Johan van Tricht het architectenbureau Rietveld Van Dillen Van Tricht op. Hij was onder andere mede-ontwerper van het Van Gogh Museum en de Gerrit Rietveld Academie.
Van Dillen trouwde in 1962, en kreeg twee kinderen. Na een plotseling en kort ziekbed overleed hij op zeer jonge 36-jarige leeftijd aan darmkanker.
Vlak voor zijn dood in 1965 kreeg hij van zijn neef René Muurmans de opdracht een bungalow in Terblijt te tekenen. Hij mocht al zijn creativiteit hierin stoppen, hij kreeg de vrije hand. Praktisch wonen was buiten de prachtige en moderne bouwstijl voor hem een thema. Houten binnen schuifdeuren die bij openen in de muren verdwenen. Ruimtes konden kindvriendelijk worden afgesloten door gemakkelijk een houten rek ertussen te plaatsen etc.. De tuin was eveneens kindvriendelijk met in stijl aangebouwde zandbak en bijpassende bloembakken. De familie Muurmans heeft hier vanaf 1967 met veel plezier 40 jaar gewoond. 